# Marmorana nebrodensis
Marmorana nebrodensis is een slakkensoort uit de familie van de Helicidae. De wetenschappelijke naam van de soort is voor het eerst geldig gepubliceerd in 1842 door Pirajno.